# Esat Mala
Esat Mala (Mushtisht, 18 ottobre 1998) è un calciatore albanese, centrocampista del Vllaznia.

## Carriera

### Club
Dopo aver giocato in Kosovo con il Ballkani, il 1º gennaio 2018 viene acquistato a titolo definitivo dalla squadra albanese del Partizani Tirana, con cui sottoscrive un contratto di 2 anni e mezzo con scadenza il 30 giugno 2020.

### Nazionale
Debutta con la maglia della nazionale albanese Under-21 l'11 ottobre 2018 nella partita valida per le qualificazioni all'Europeo 2019, persa per 0-1 contro la Spagna.
Nel 2022 ha esordito in nazionale maggiore.

## Statistiche

### Presenze e reti nei club
Statistiche aggiornate al 10 luglio 2025.
| Stagione                | Squadra                 | Campionato              | Campionato | Campionato | Coppe nazionali | Coppe nazionali | Coppe nazionali | Coppe continentali | Coppe continentali | Coppe continentali | Altre coppe | Altre coppe | Altre coppe | Totale | Totale |
| Stagione                | Squadra                 | Comp                    | Pres       | Reti       | Comp            | Pres            | Reti            | Comp               | Pres               | Reti               | Comp        | Pres        | Reti        | Pres   | Reti   |
| ----------------------- | ----------------------- | ----------------------- | ---------- | ---------- | --------------- | --------------- | --------------- | ------------------ | ------------------ | ------------------ | ----------- | ----------- | ----------- | ------ | ------ |
| gen.-giu. 2018          | Partizani Tirana        | KS                      | 18         | 0          | CA              | 1               | 0               | UEL                | -                  | -                  | -           | -           | -           | 19     | 0      |
| 2018-2019               | Partizani Tirana        | KS                      | 32         | 4          | CA              | 1               | 0               | UEL                | 2                  | 0                  | -           | -           | -           | 35     | 4      |
| 2019-2020               | Partizani Tirana        | KS                      | 19         | 1          | CA              | 0               | 0               | UCL+UEL            | 2+2                | 0                  | SA          | 1           | 1           | 24     | 2      |
| 2020-2021               | Partizani Tirana        | KS                      | 35         | 4          | CA              | 2               | 0               | -                  | -                  | -                  | -           | -           | -           | 37     | 4      |
| 2021-2022               | Partizani Tirana        | KS                      | 35         | 2          | CA              | 8               | 2               | UECL               | -                  | -                  | -           | -           | -           | 43     | 4      |
| Totale Partizani Tirana | Totale Partizani Tirana | Totale Partizani Tirana | 139        | 11         |                 | 12              | 2               |                    | 6                  | 0                  |             | 1           | 1           | 158    | 14     |
| 2022-2023               | Vllaznia                | KS                      | 24         | 3          | CA              | 5               | 0               | UECL               | -                  | -                  | SA          | 1           | 1           | 30     | 4      |
| 2023-2024               | Vllaznia                | KS                      | 31+2       | 0+1        | CA              | 5               | 2               | UECL               | 2                  | 0                  | -           | -           | -           | 40     | 3      |
| 2024-2025               | Vllaznia                | KS                      | 36+2       | 7+0        | CA              | 5               | 0               | UECL               | 2                  | 0                  | -           | -           | -           | 45     | 7      |
| 2025-2026               | Vllaznia                | KS                      | 0          | 0          | CA              | 0               | 0               | UECL               | 1                  | 0                  | -           | -           | -           | 1      | 0      |
| Totale Vllaznia         | Totale Vllaznia         | Totale Vllaznia         | 91+4       | 10+1       |                 | 15              | 2               |                    | 5                  | 0                  |             | 1           | 1           | 116    | 14     |
| Totale carriera         | Totale carriera         | Totale carriera         | 230+4      | 21+1       |                 | 27              | 4               |                    | 11                 | 0                  |             | 2           | 2           | 274    | 28     |

### Cronologia presenze e reti in nazionale
| Cronologia completa delle presenze e delle reti in nazionale ― Albania | Cronologia completa delle presenze e delle reti in nazionale ― Albania | Cronologia completa delle presenze e delle reti in nazionale ― Albania | Cronologia completa delle presenze e delle reti in nazionale ― Albania | Cronologia completa delle presenze e delle reti in nazionale ― Albania | Cronologia completa delle presenze e delle reti in nazionale ― Albania | Cronologia completa delle presenze e delle reti in nazionale ― Albania | Cronologia completa delle presenze e delle reti in nazionale ― Albania |
| Data                                                                   | Città                                                                  | In casa                                                                | Risultato                                                              | Ospiti                                                                 | Competizione                                                           | Reti                                                                   | Note                                                                   |
| ---------------------------------------------------------------------- | ---------------------------------------------------------------------- | ---------------------------------------------------------------------- | ---------------------------------------------------------------------- | ---------------------------------------------------------------------- | ---------------------------------------------------------------------- | ---------------------------------------------------------------------- | ---------------------------------------------------------------------- |
| 26-10-2022                                                             | Abu Dhabi                                                              | Arabia Saudita                                                         | 1 – 1                                                                  | Albania                                                                | Amichevole                                                             | -                                                                      | 46’                                                                    |
| Totale                                                                 |                                                                        | Presenze                                                               | 1                                                                      |                                                                        | Reti                                                                   | 0                                                                      |                                                                        |

| Cronologia completa delle presenze e delle reti in nazionale ― Albania under 21 | Cronologia completa delle presenze e delle reti in nazionale ― Albania under 21 | Cronologia completa delle presenze e delle reti in nazionale ― Albania under 21 | Cronologia completa delle presenze e delle reti in nazionale ― Albania under 21 | Cronologia completa delle presenze e delle reti in nazionale ― Albania under 21 | Cronologia completa delle presenze e delle reti in nazionale ― Albania under 21 | Cronologia completa delle presenze e delle reti in nazionale ― Albania under 21 | Cronologia completa delle presenze e delle reti in nazionale ― Albania under 21 |
| Data                                                                            | Città                                                                           | In casa                                                                         | Risultato                                                                       | Ospiti                                                                          | Competizione                                                                    | Reti                                                                            | Note                                                                            |
| ------------------------------------------------------------------------------- | ------------------------------------------------------------------------------- | ------------------------------------------------------------------------------- | ------------------------------------------------------------------------------- | ------------------------------------------------------------------------------- | ------------------------------------------------------------------------------- | ------------------------------------------------------------------------------- | ------------------------------------------------------------------------------- |
| 28-5-2018                                                                       | Elbasan                                                                         | Albania under 21                                                                | 0 – 2                                                                           | Bosnia ed Erzegovina under 21                                                   | Amichevole                                                                      | -                                                                               | 46’                                                                             |
| 11-10-2018                                                                      | Tirana                                                                          | Albania under 21                                                                | 0 – 1                                                                           | Spagna under 21                                                                 | Qual. Europeo Under-21 2019                                                     | -                                                                               | 67’                                                                             |
| 16-10-2018                                                                      | Pärnu                                                                           | Estonia under 21                                                                | 2 – 2                                                                           | Albania under 21                                                                | Qual. Europeo Under-21 2019                                                     | -                                                                               | 80’                                                                             |
| 23-3-2019                                                                       | Elbasan                                                                         | Albania under 21                                                                | 1 – 2                                                                           | Turchia under 21                                                                | Qual. Europeo Under-21 2021                                                     | -                                                                               | 66’                                                                             |
| Totale                                                                          |                                                                                 | Presenze                                                                        | 4                                                                               |                                                                                 | Reti                                                                            | 0                                                                               |                                                                                 |

## Palmarès

### Club

#### Competizioni nazionali
- Campionato albanese: 1

Partizani Tirana: 2018-2019
- Supercoppa d'Albania: 1

Partizani Tirana: 2019